# 领航中国
《领航中国》是2009年为了中华人民共和国成立60周年庆典群众游行写的一首歌。

## 歌曲使用
2009年10月1日，《领航中国》在国庆庆典群众游行中“科学发展”方队行至天安门城楼前时奏响，总政歌舞团的戴玉强、雷佳分别担任男女领唱，并加以600人的少年合唱。《领航中国》是群众游行21首歌曲中唯一有领唱的歌曲，游行过程中多次被反复演奏演唱。新华社称赞此歌曲“具有鲜明的时代性和强烈的艺术感染力，也非常适合传唱”。女领唱雷佳认为，此歌曲传承了《东方红》、《春天的故事》和《走进新时代》，反映了中国当时的科学发展观，并表达了群众对时代的赞美、对未来的展望。国庆结束后，筹委会对《领航中国》多方面推广。2010年6月，DMC唱片和星外星唱片联合发行《当代军旅优秀歌唱家系列专辑》，其中《领航中国》是雷佳的主打歌曲。